# Waren, Marienkirche und Eiskeller
Waren, Marienkirche und Eiskeller este o arie protejată (arie specială de conservare — SAC, sit de importanță comunitară — SCI) din Germania întinsă pe o suprafață de 0,16 ha, integral pe uscat.

## Localizare
Centrul sitului Waren, Marienkirche und Eiskeller este situat la coordonatele 53°30′41″N 12°41′34″E / 53.5114°N 12.6928°E.

## Înființare
Situl Waren, Marienkirche und Eiskeller a fost declarat sit de importanță comunitară în aprilie 2004 pentru a proteja 1 specie de animale. Situl a fost protejat și ca arie specială de conservare în august 2016.

## Biodiversitate
Situată în ecoregiunea continentală, aria protejată nu include niciun habitat protejat.
La baza desemnării sitului se află o specie protejată de  mamifere: liliac comun (Myotis myotis)